# Bombardier Global 7500
Los Bombardier Global 7500 y Global 8000 son aviones de negocios de muy largo alcance en desarrollo por Bombardier Aerospace. Anunciado en octubre de 2010, el programa se retrasó dos años debido a un rediseño de ala. El 7500, originalmente llamado 7000, realizó su primer vuelo el 4 de noviembre de 2016, fue certificado por Transport Canada el 28 de septiembre de 2018 y entró en servicio el 20 de diciembre de 2018. El cronograma de Global 8000 se debe determinar más adelante. El modelo está basado en un Global 6000 con una nueva ala transónica. El 7500 tiene una cabina de cuatro zonas, más larga, y un alcance de 7700 millas náuticas (14,300 km), mientras que en el 8000 la cabina es de solo tres zonas, más corta, y el alcance se de 7900 millas náuticas (14,600 km).

## Desarrollo
Anunciados en octubre de 2010, los jets estaban inicialmente programados para su introducción en 2016 el 7500 y en 2017 el 8000. En 2015, Bombardier decidió rediseñar el ala del avión y, junto con otros desafíos de desarrollo, retrasó el programa por más de dos años. El objetivo del rediseño era reducir el peso del ala sin alterar su perfil aerodinámico. La arquitectura del sistema fly-by-wire del avión se basa en la serie CSeries one. El fuselaje utilizará aleaciones de aluminio-litio.

### Global 7500

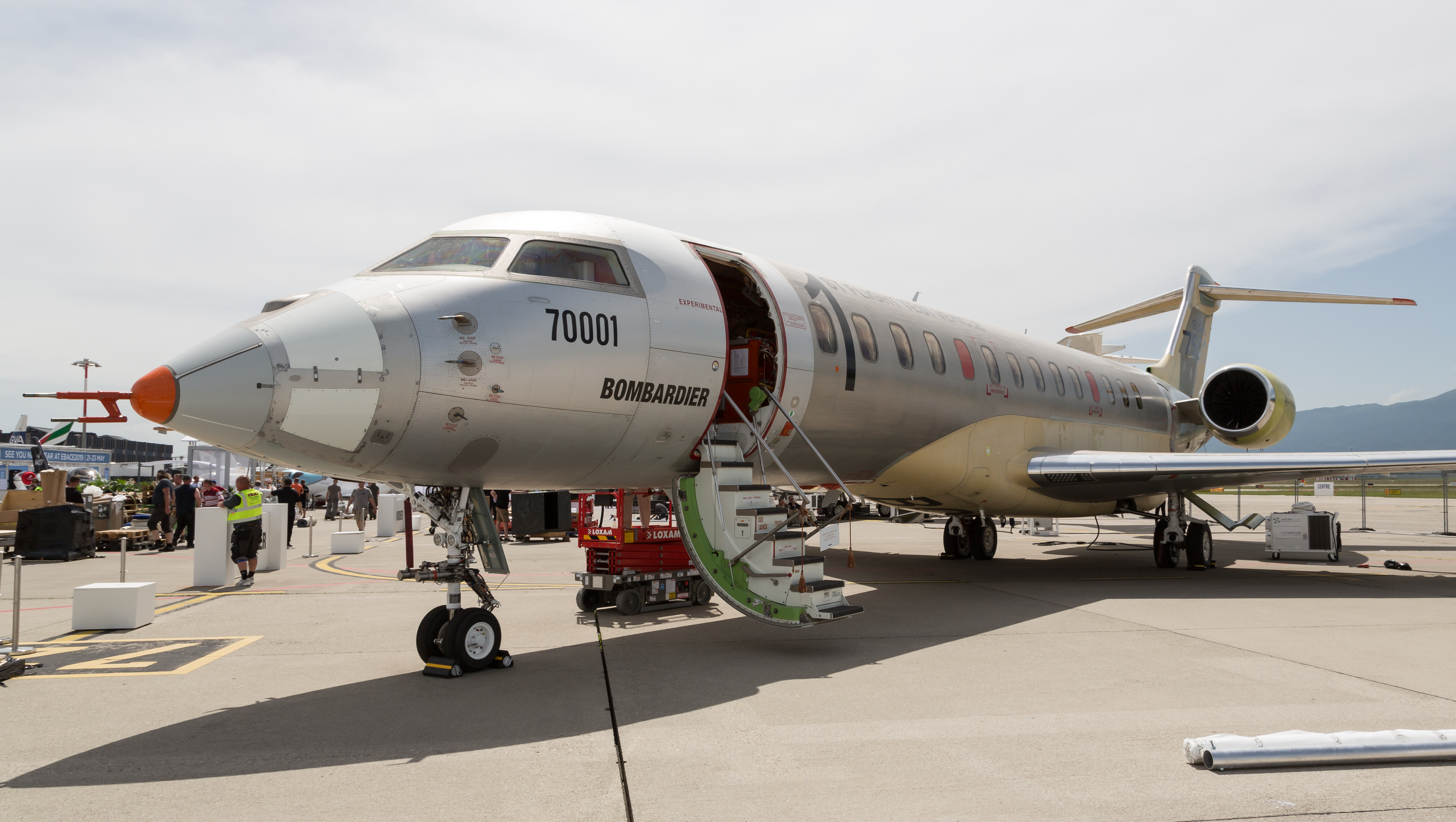
El fuselaje del 7500 se estira e (3,43 m) más que el Global original

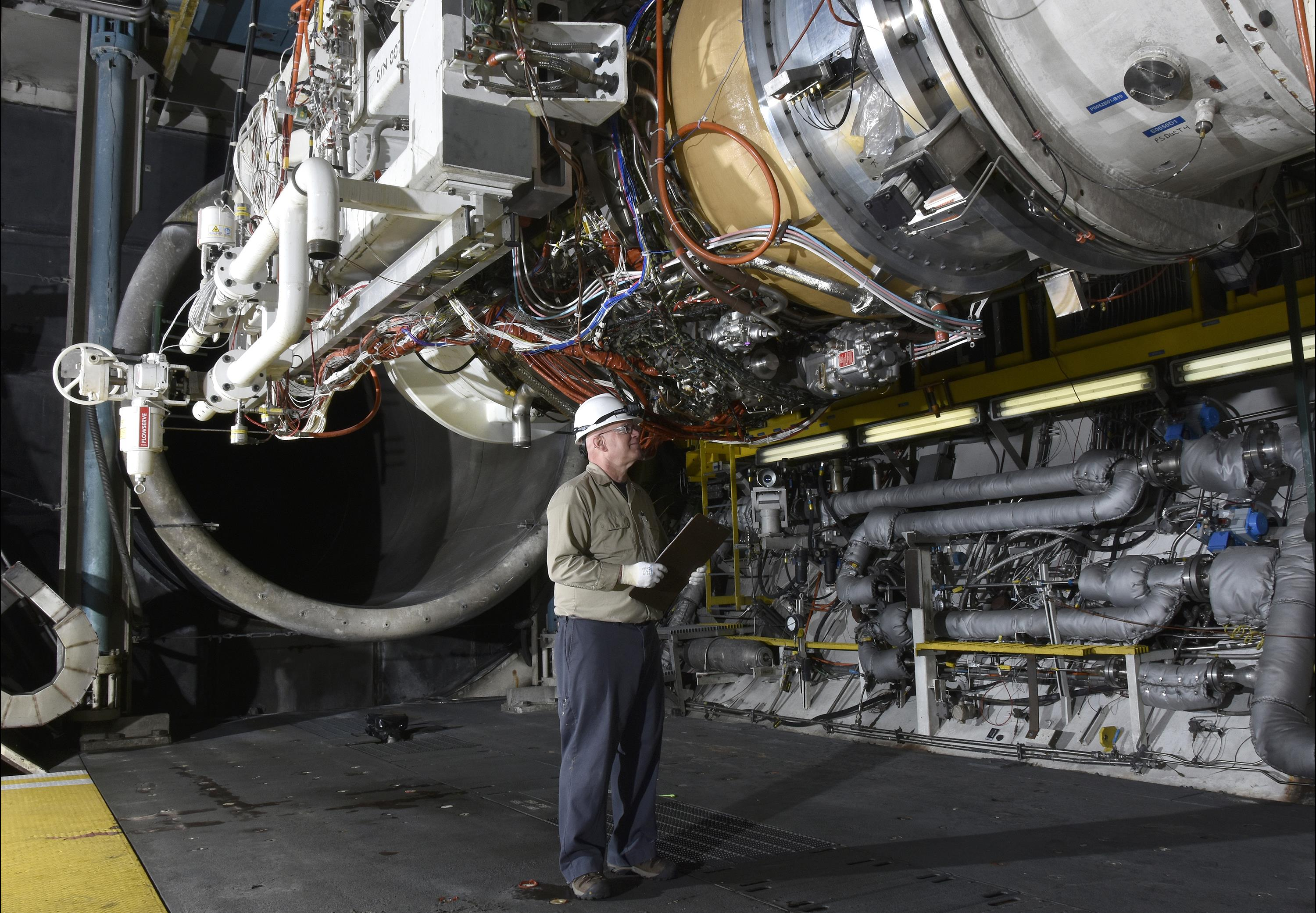
GE Passport siendo probado en AEDC

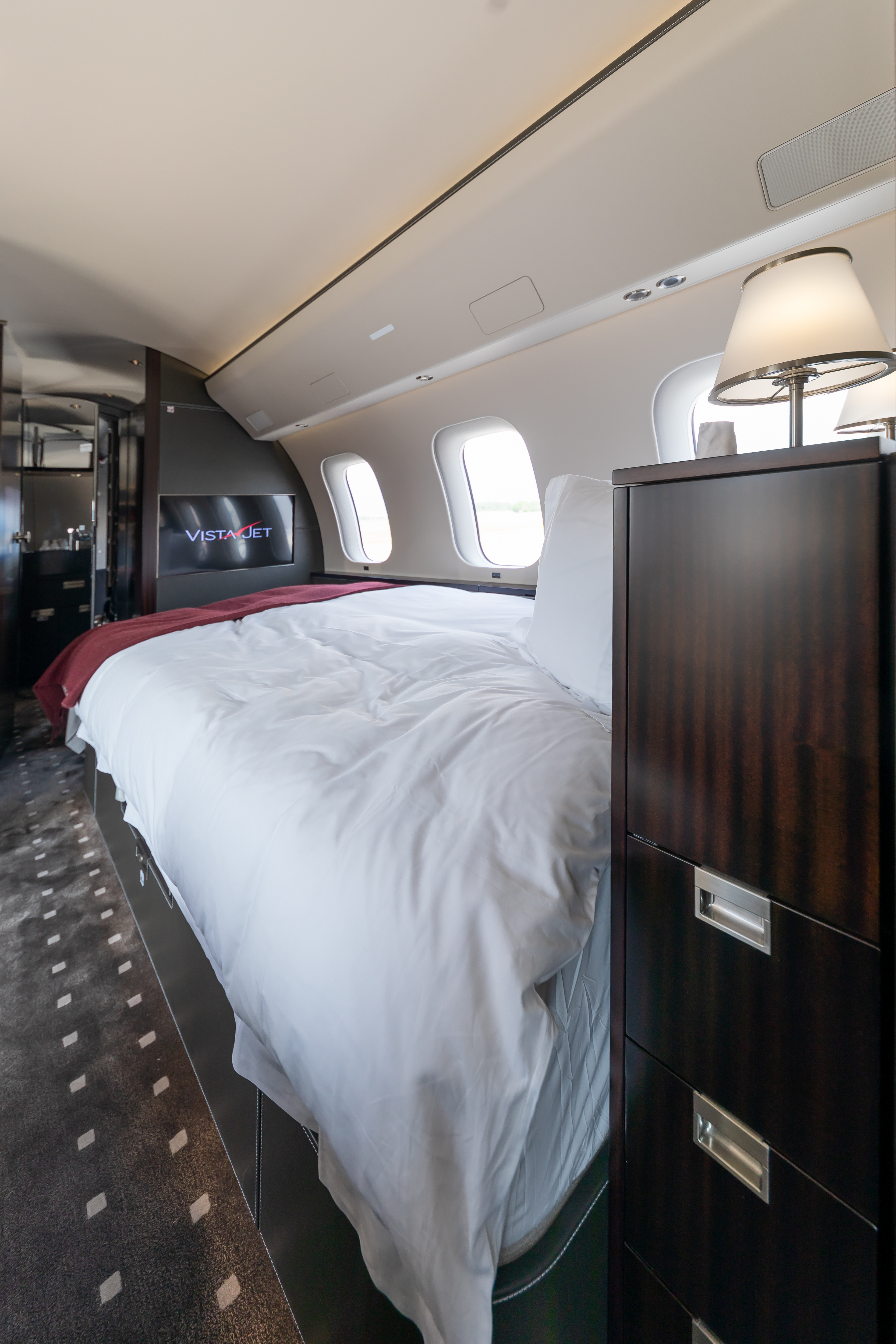
Dormitorio

Anteriormente denominado Global 7000, su entrada en servicio se programó inicialmente para 2016. El expiloto de Fórmula 1 y embajador de Bombardier Niki Lauda anunció su pedido en la convención EBACE de 2015.
El primer avión de prueba se sometió a diversas pruebas de taxi en octubre de 2016, con la primera entrega programada para la segunda mitad de 2018. Dedicado a probar la funcionalidad básica del sistema y evaluar las cualidades de manejo y vuelo de la aeronave, su vuelo inaugural se realizó el 4 de noviembre de 2016, ascendiendo a 20,000 pies (6096 m) y alcanzando 240 nudos de velocidad durante 2 h 27 min.
El ala de producción estaba en su diseño final en febrero de 2017 y se esperaba que volara en un avión compatible con la producción más adelante en el mismo año. El FTV2 voló el 6 de marzo de 2017, "The Powerhouse" está diseñado para probar sistemas de aeronaves, incluidos los sistemas de propulsión, eléctricos y mecánicos. El FTV1 se utiliza para abrir el sobre de rendimiento y llegó a Mach 0.995 el 29 de marzo de 2017. El FTV3 voló el 10 de mayo de 2017, "The Navigator" se usará para probar el funcionamiento de la aviónica y el sistema eléctrico. A finales de mayo de 2017, los tres prototipos volaron un total de 250 horas.
El cuarto prototipo, utilizado para la validación del interior de la cabina, se llama "The Architect" y el quinto y último, utilizado para allanar el camino para la entrada en servicio, se llama "The Masterpiece". El quinto tiene un ala de producción más ligera suministrada por Triumph Group, después de que se resolviera una disputa sobre el peso del ala.
A mediados de julio de 2017, los tres aviones de prueba de vuelo habían acumulado 500 horas. El 15 de agosto de 2017, después de las lecturas de alta vibración y temperatura inter-turbina, el segundo prototipo del GE Passport tuvo un apagón del motor en vuelo del FL410 y la aeronave regresó al Aeropuerto de Wichita a 156 nm (290 km) de distancia con un solo motor al aterrizaje.
Para octubre de 2017, los cuatro aviones de prueba de vuelo habían volado 900 horas y el quinto volaría otras 700 a 800 horas antes de la entrada en servicio del tipo en la segunda mitad de 2018.
En abril de 2018, la campaña de pruebas de vuelo superó las 1.800 horas y confirmó un aumento en el rango de 7.400 a 7.700 millas náuticas (13.700 a 14.300 km), mayor que las 7.500 millas náuticas (13.900 km) del Gulfstream G650ER, pero aún eclipsada por el rango más pequeño de Global 8000. de 7,900 nmi (14,600 km), 200 nmi (370 km) más que el Global 7500. A medida que el Global Express original se desarrolla en el Global 5500 y 6500, se le cambia el nombre de Global 7500 para reflejar este aumento de rango.
A fines de mayo de 2018, las cinco aeronaves de prueba de vuelo habían acumulado alrededor de 2,000 horas hacia la entrada en servicio planeada a finales del año 2018. Para junio de 2018, la flota de prueba había completado 2.300 horas de prueba de vuelo hacia la certificación. El primer avión de producción ingresó al centro de terminación en mayo de 2018, en camino de entrar en servicio en la segunda mitad del año.
Las pruebas de vuelo se completaron en agosto de 2018 después de más de 2,400 horas; la certificación de tipo y la introducción en servicio se esperan para fines de año, con 15-20 entregas a clientes en 2019, mientras que 20 aviones estaban en el ensamblaje final. Para septiembre de 2018, la aeronave de prueba había volado más de 2,700 horas cuando FTV1 fue retirado de la prueba y repintado para ser utilizado como modelo de muestra. Bombardier esperaba la certificación en septiembre de 2018.
Transport Canada otorgó su certificación de tipo el 28 de septiembre de 2018. La FAA entregó la certificación el 7 de noviembre de 2018. La primera debió entregarse en diciembre de 2018, y Bombardier espera entregar de 15 a 20 en 2019, luego de 35-40 en 2020, con el programa agotado hasta 2021. Después de entregarse a principios de diciembre, el Global 7500 entró en servicio el 20 de diciembre con 100 pedidos garantizados.
En enero de 2019, Bombardier anunció la adquisición del programa Global 7500 wing manufacturing e instalaciones de Triumph Group, un acuerdo que se cerrará en el primer trimestre de 2019.

### Global 8000
La entrada en servicio se programó inicialmente para 2017. El calendario del programa se retrasó durante dos años, lo que empuja las entregas de Global 8000 a principios de 2019. El Global 8000 representó una parte muy pequeña de la acumulación de pedidos en diciembre de 2017 y su cronograma se debe determinar después de que el Global 7500 entre en servicio. A falta de diferenciación, podría ser reemplazada por una variante del MTOW del Global 7500 siendo esta más alta y con más rango.

## Diseño

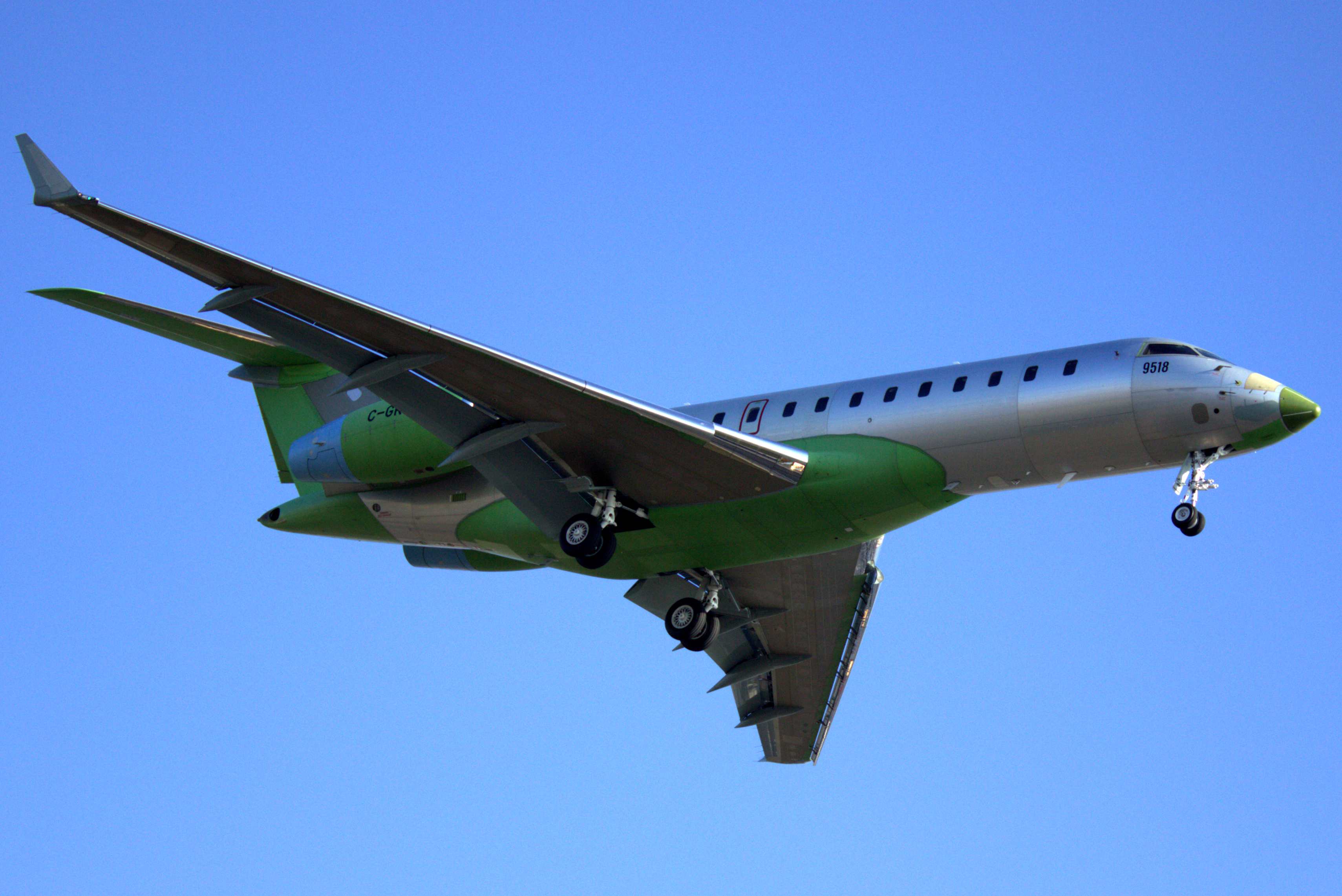
Los 7500/8000 están basados en el Global Express de la foto.

Ambos son derivados del Global 6000 original, con un nuevo ala transónica. Son impulsados por el nuevo motor de General Electric Passport 20 de 16,500 lbf (73 kN) con emisiones reducidas de NOx y un 8% más de eficiencia de combustible que el Global Express XRS, lo que permite un crucero de alta velocidad Mach 0.90. Como parte de su esfuerzo por hacer que el avión de largo alcance sea cómodo para los pasajeros, Bombardier desarrolló un nuevo asiento ergonómico para el pasajero, llamado Nuage. El diseño del asiento tardó siete años en completarse.

### Global 7500
Oficialmente designado como el BD-700-2A12, se comercializa como el Global 7500. Se extiende por 3,43 metros más que el Global original. Se planea tener un total de 74.67 metros cúbicos divididos en cuatro zonas, 20 por ciento más que la anterior. Originalmente, fue diseñado para cubrir un rango de 7,300 millas náuticas (13,519.6 km) en Mach 0.85 para volar desde Londres a Kuala Lumpur, Nueva York a Dubái, o Pekín a Washington sin escalas con 10 pasajeros.

### Global 8000
BD-700-2A13, comercializado como el Global 8000, se extiende por 0,69 metros desde el Global Express. Contará con un total de 63.31 metros cúbicos divididos en tres zonas y un alcance de 7,900 nmi (14,631 km) a Mach 0.85, más lejos que cualquier otro avión de negocios existente y que conecta Sídney con Los Ángeles, Hong Kong con Nueva York y Mumbai con Nueva York sin escalas con 8 pasajeros .

## Componentes
Canadá -  Estados Unidos

### Electrónica
| Sistema                                    | País                                          | Fabricante                  | Notas                                                        |
| ------------------------------------------ | --------------------------------------------- | --------------------------- | ------------------------------------------------------------ |
| Sistema de control de vuelo                | Bandera de Estados Unidos                     | Parker Aerospace            | Triple FBW digital. Bucle completamente cerrado.             |
| Computadoras primarias de control de vuelo |                                               |                             | 3. Operables en modo directo si necesario.                   |
| REUs                                       |                                               |                             | 11. Operables en modo directo si necesario.                  |
| Sensores inteligentes multifunción         | Bandera de Estados Unidos                     | UTC Aerospace Systems       | 2 pares de SmartProbes                                       |
| Sensores AoA secundarios                   |                                               |                             | 2                                                            |
| Sistema integrado de aviónica              | Bandera de Canadá · Bandera de Estados Unidos | Bombardier Rockwell Collins | Bombardier Global Vision. Basado en Collins Pro Line Fusion. |
| ACAS II                                    |                                               |                             | Sí                                                           |

### Propulsión
| Sistema | País                      | Fabricante       | Notas        |
| ------- | ------------------------- | ---------------- | ------------ |
| Motor   | Bandera de Estados Unidos | General Electric | 2 × Passport |

## Pedidos

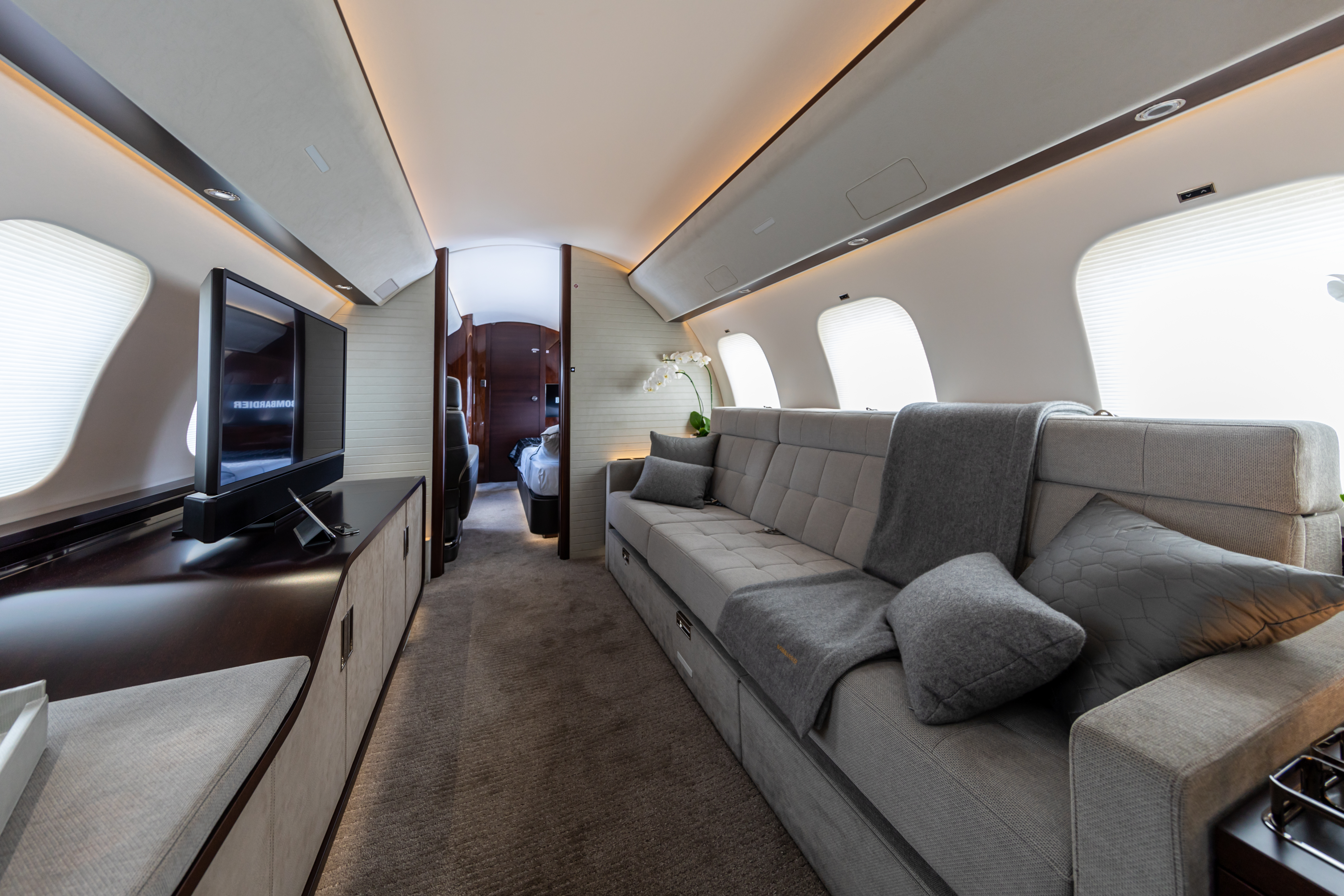
Sala de estar de un Global 7500

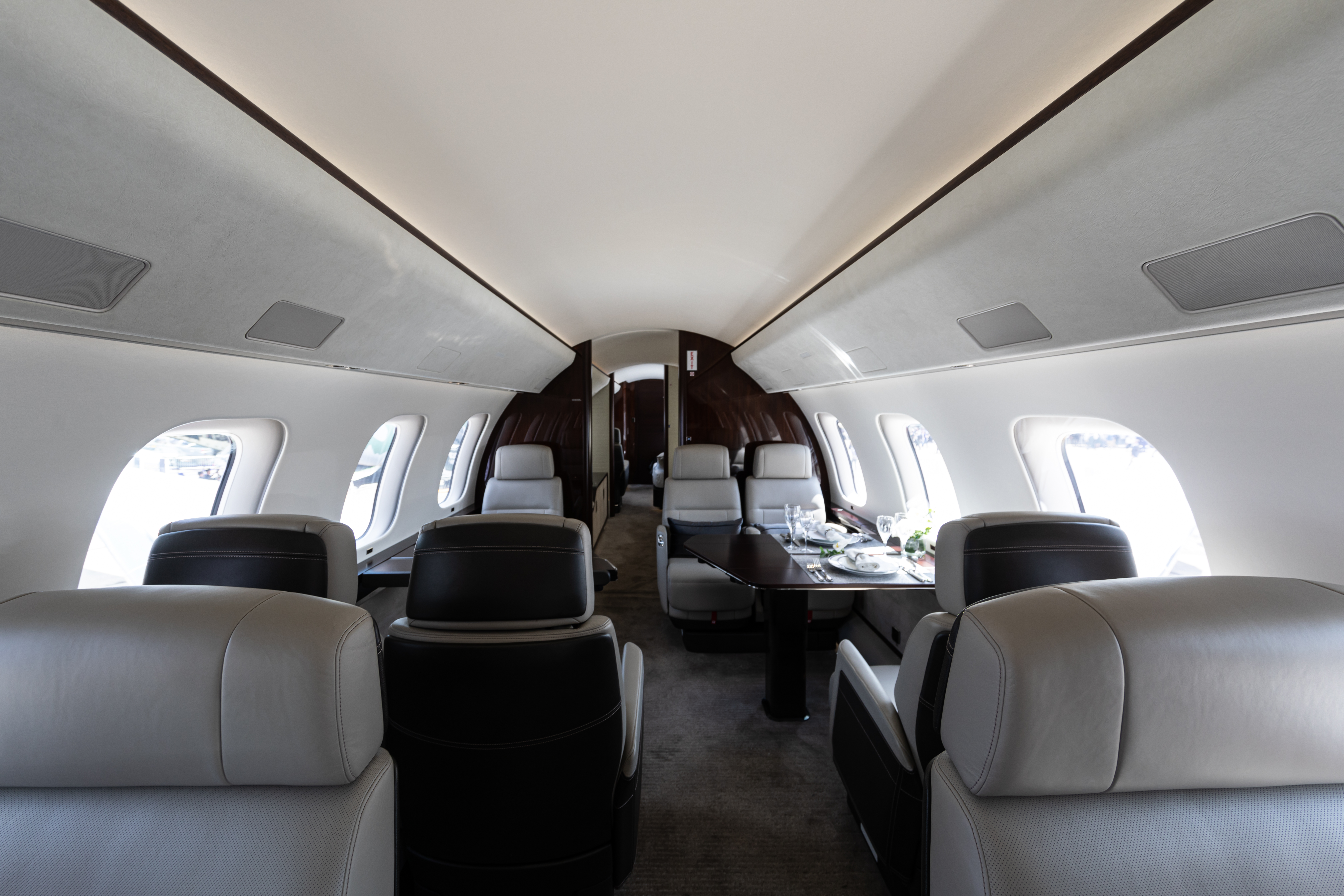
Cabina principal de un Global 7500

Mientras que Bombardier no publica un retraso específico, el analista de la industria Rolland Vincent estimó que se habían acumulado 200 pedidos al momento del primer vuelo en noviembre de 2016, principalmente para la versión 7500. Al incluir el Global 5500/6500, Bombardier espera entregar 90-100 Globals al año para 2021, en comparación con 40 en 2018, con cuatro 7500 al mes, y más si es necesario. La empresa de vuelos charters de lujo VistaJet tiene un acuerdo para comprar hasta 30 unidades, con la primera entrega programada para fines de 2019; NetJets, el mayor proveedor de aviones fraccionados, recibirá hasta 20 Global 7500 y la firma de administración de Hong Kong HK Bellawings Jet tiene 18 pedidos y opciones de Global 6500/7500. El Global 7500 tenía 100 pedidos garantizados al entrar en servicio el 20 de diciembre de 2018.
| Fecha                   | Comprador           | 7500 | 8000 |
| ----------------------- | ------------------- | ---- | ---- |
| 21 de octubre de 2010   | London Air Services | 1    |      |
| 14 de diciembre de 2010 | Comlux              | 2    |      |
| 2 de marzo de 2011      | NetJets             | 20   | 20   |
| 21 de junio de 2011     | VistaJet Holding SA |      | 10   |
| 21 de junio de 2011     | AvWest              | 4    | 2    |
| 27 de noviembre de 2012 | VistaJet            |      | 6    |
| 18 de junio de 2013     | No revelado         |      | 12   |
| 30 de enero de 2014     | No revelado         | 2    | 3    |
| 18 de mayo de 2015      | Niki Lauda          | 1    |      |

## Especificaciones

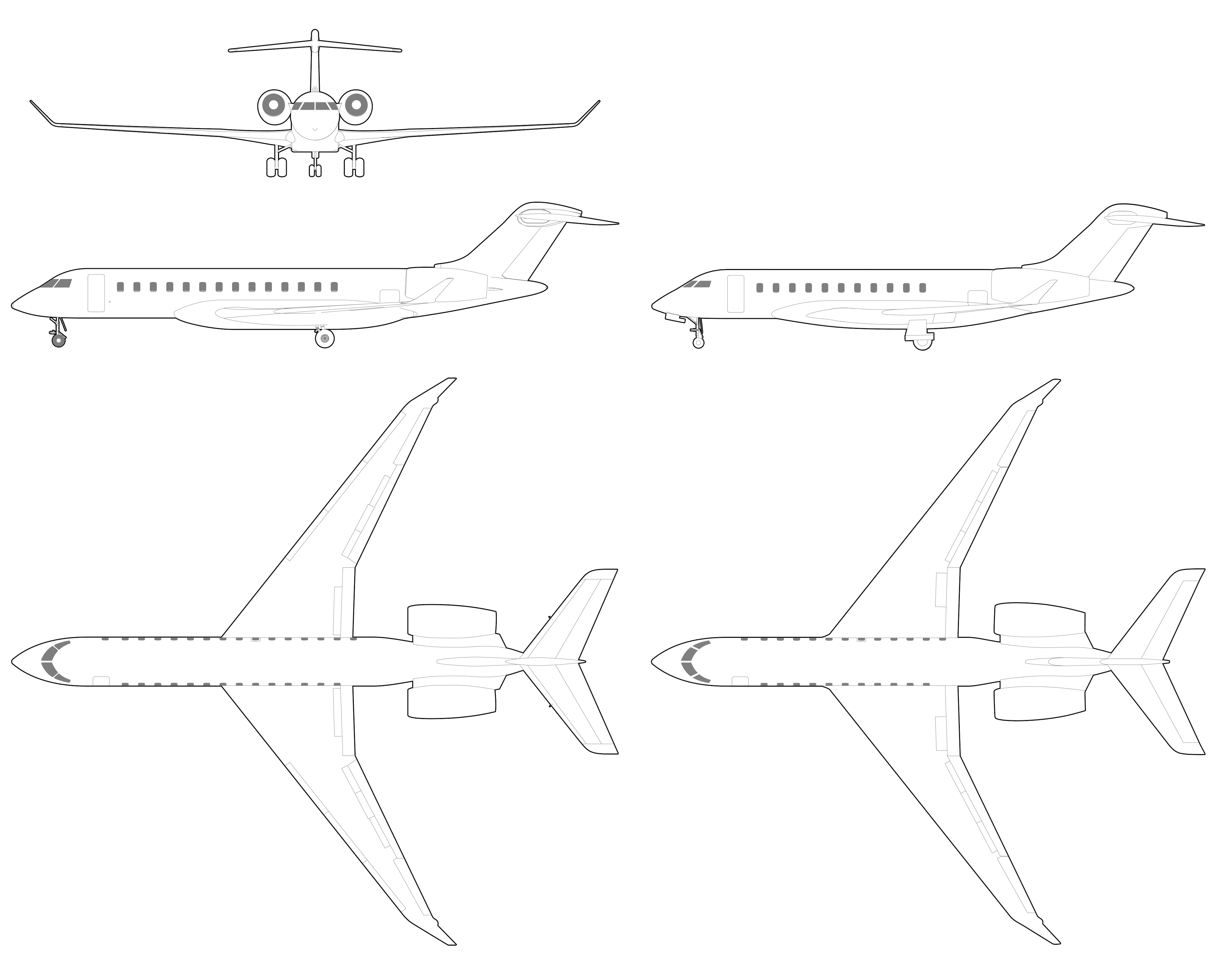
Bombardier global 7500-8000.

| Modelo                     | Global 7500                                                       | Global 8000                                                       |
| -------------------------- | ----------------------------------------------------------------- | ----------------------------------------------------------------- |
| Pasajeros                  | Hasta 19                                                          | Hasta 17                                                          |
| Tripulación                | 4                                                                 | 4                                                                 |
| Longitud                   | 111 ft / 33.8 m                                                   | 102 ft 2 in / 31.2 m                                              |
| Envergadura de las alas    | 104 ft 0 in / 31.7 m                                              | 104 ft 0 in / 31.7 m                                              |
| Altura                     | 27 ft 0 in / 8.2 m                                                | 27 ft 1 in / 8.3 m                                                |
| Longitud de la cabina      | 54 ft 5 in / 16.59 m                                              | 45 ft 7 in / 13.89 m                                              |
| Sección de cabina          | 8 ft 0 in / 2.44 m ancho, 6 ft 2 in / 1.88 m alto                 | 8 ft 0 in / 2.44 m ancho, 6 ft 2 in / 1.88 m alto                 |
| Motores                    | General Electric Passport                                         | General Electric Passport                                         |
| Empuje                     | 18,650 lbf / 83 kN                                                | 16,500 lb / 73 kN                                                 |
| Máximo funcionamiento Mach | Mach 0.925 (530 kt / 982 km/h)                                    | Mach 0.925 (530 kt / 982 km/h)                                    |
| Velocidad crucero          | Mach 0.85 (487 kt / 902 km/h), Mach 0.90 (516 kt / 955 km/h) Máx. | Mach 0.85 (487 kt / 902 km/h), Mach 0.90 (516 kt / 955 km/h) Máx. |
| Alcance                    | 7,700 nm / 14,260 km                                              | 7,900 nm / 14,631 km                                              |
| Despegue                   | 5,880 ft / 1,792 m                                                | 5,800 ft / 1,768 m                                                |
| Aterrizaje                 | 2,520 ft / 768 m                                                  | 2,450 ft / 747 m                                                  |
| Altitud                    | 51,000 ft / 15,545 m (altitud inicial:43,000 ft / 13,106 m)       | 51,000 ft / 15,545 m (altitud inicial:43,000 ft / 13,106 m)       |
| Pesos de carga             | Global 7500                                                       | Global 8000                                                       |
| Peso máximo al despegue    | 106,250 lb / 48,194 kg                                            | 104,800 lb / 47,536 kg                                            |
| Peso vacío operativo       | 56,800 lb / 25,764 kg                                             | 54,300 lb / 24,630 kg                                             |
| Capacidad de combustible   | 47,450 lb / 21,523 kg                                             | 48,950 lb / 22,203 kg                                             |
| Máximo de carga útil       | 5,700 lb / 2,585 kg                                               | 5,700 lb / 2,585 kg                                               |